# Atractaspis battersbyi
Espèce
Atractaspis battersbyi est une espèce de serpents de la famille des Lamprophiidae. 

## Répartition
Cette espèce se rencontre en République du Congo et en République démocratique du Congo.

## Description
C'est un serpent venimeux.

## Étymologie
Cette espèce est nommée en l'honneur de James Clarence Battersby.

## Publication originale
- de Witte 1959 : Contribution à la faune herpétologique du Congo Belge. Description de trois serpents nouveaux. Revue de zoologie et de botanique africaines, vol. 50, no 3/4, p. 348-351.